# Wenzel Eusebius von Lobkowicz

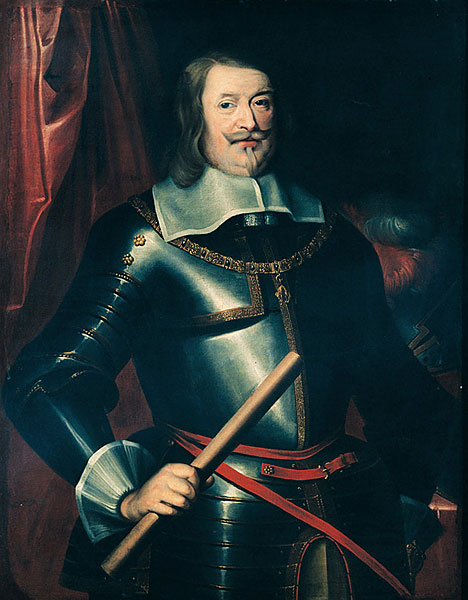
Wenzel Eusebius Fürst Lobkowitz (1609–1677) mit Kommandostab

Fürst Wenzel Eusebius von Lobkowicz (tschechisch Václav Eusebius z Lobkovic) (* 30. Januar 1609; † 22. April 1677 in Raudnitz) war ein böhmischer Adeliger und Diplomat sowie ab 1646 Herzog von Sagan.

## Leben
Der Spross des alten böhmischen Adelsgeschlechtes der Lobkowicz und Sohn des höchsten Kanzlers von Böhmen Zdeněk Vojtěch Popel von Lobkowicz und seiner Frau Polyxena war ein leidenschaftlicher Verfechter der katholischen Lehre. Durch geschicktes Taktieren gelang es ihm, für den Raudnitzer Ast der Familie ein beträchtliches Vermögen anzuhäufen.
Nach einer gründlichen Ausbildung trat er 1631 in die kaiserliche Armee ein, machte sich dann jedoch einen Namen als Politiker und Diplomat. Seine Besitzungen in der Oberpfalz wurden 1641 von Kaiser Ferdinand III. zur Gefürsteten Grafschaft Störnstein erhoben; in der Folge erhielt er am 30. Juni 1653 Sitz und Stimme im Reichsfürstenrat. 1646 erwarb er das schlesische Herzogtum Sagan, das 1634 nach der Ermordung des kaiserlichen Feldherrn Albrecht von Wallenstein vom Kaiser Ferdinand II. konfisziert worden war. Ab 1670 ließ er dort das noch bestehende Barockschloss Sagan durch Antonio della Porta erbauen. Bereits ab 1652 hatte er das böhmische Schloss Raudnitz (Roudnice) als Barockpalast anstelle einer älteren Burg errichten lassen, das seinen Nachfahren – mit Unterbrechung – noch gehört.

Wenzel Eusebius Fürst Lobkowitz

Er wurde ein Vertrauter von Kaiser Leopold I. (1640–1705), der ihn 1657 zum Präsidenten des Hofkriegsrats ernannte. Später stieg er zum Obersthofmeister und ersten Minister im Geheimen Rat auf. Als erster Minister konnte er unbeschränkt schalten und walten. Obwohl seine Eltern, vor allem seine Mutter, eine Anhängerin der spanischen Krone waren, suchte sich Wenzel von Lobkowitz seine Verbündeten am französischen Hof und schuf sich dadurch Feinde in der spanischen Anhängerschaft am Wiener Hof. Auf deren Intervention fiel er beim Kaiser in Ungnade. Am 16. Oktober 1674 enthob der Kaiser Lobkowitz ohne Verhör oder Prozess seines Amtes, ließ dessen Geld und Wertpapiere beschlagnahmen und verbannte ihn ohne öffentlichen Prozess wegen Hochverrats auf seine Güter in Raudnitz. Eine kaiserliche Untersuchungskommission soll festgestellt haben, dass Lobkowitz zugunsten der Franzosen 1673 den Erzbischof von Mainz gebeten haben soll, den kaiserlichen Truppen den Rheinübergang zu verwehren und wohl auch geheime Schreiben des Kaisers Leopold I. an die Franzosen weitergegeben hat. Die Vermeidung eines Prozesses ist wohl als ein Gnadenakt des Kaisers zu sehen, da neben der öffentlichen Bloßstellung eines der höchsten kaiserlichen Amtsträger ein Todesurteil wegen Hochverrats zu erwarten gewesen wäre.
Bereits am 19. Oktober verließ er Wien und erreichte am 12. November Raudnitz, wo der den Bau seines Residenzschlosses bereits seit 1653 betrieben hatte. Seinem Kammerdiener wurde eine Frist von 3 Monaten zur Überführung der Mobilien von Wien auf seine Güter gewährt. Sein Koch und sein Hofnarr sollen ihn ins Exil begleitet haben. Er unterhielt in Raudnitz eine umfangreiche Bibliothek, sammelte Bilder, besonders von Niederländern, und mit Vorliebe Porträts.

## Ehen und Nachkommen
Wenzel Eusebius heiratete in erster Ehe am 3. November 1638 Johana Myšková ze Žlunic (1600–1650). Die Ehe blieb kinderlos.
Seine zweite Ehefrau wurde am 6. Februar 1653 Auguste Sophie (1624–1682), Tochter des Pfalzgrafen und Herzogs August von Sulzbach, mit der er folgende Kinder hatte:
- Sohn (*/† 31. Jänner 1654)
- Ferdinand August (* 7. September 1655; † 3. Oktober 1715), Fürst von Lobkowicz, Herzog von Sagan

⚭ 1. 1677 Gräfin Claudia Franziska von Nassau-Hadamar (1660–1680)
⚭ 2. 1680 Prinzessin Anna Maria von Baden-Baden (1655–1701)
⚭ 3. 1703 Gräfin Marie Philippine von Althann (1671–1706)
⚭ 4. 1707 Prinzessin Maria Johanna von Schwarzenberg (1681–1739)
- Philipp Ferdinand Adalbert (* 12. September 1656; † 3. Jänner 1657)
- Hedwig Maria Sophie (* 30. April 1658; † 24. März 1665)
- Franz Wilhelm Ignaz (* 15. August oder September 1659; † 6. Jänner 1698)

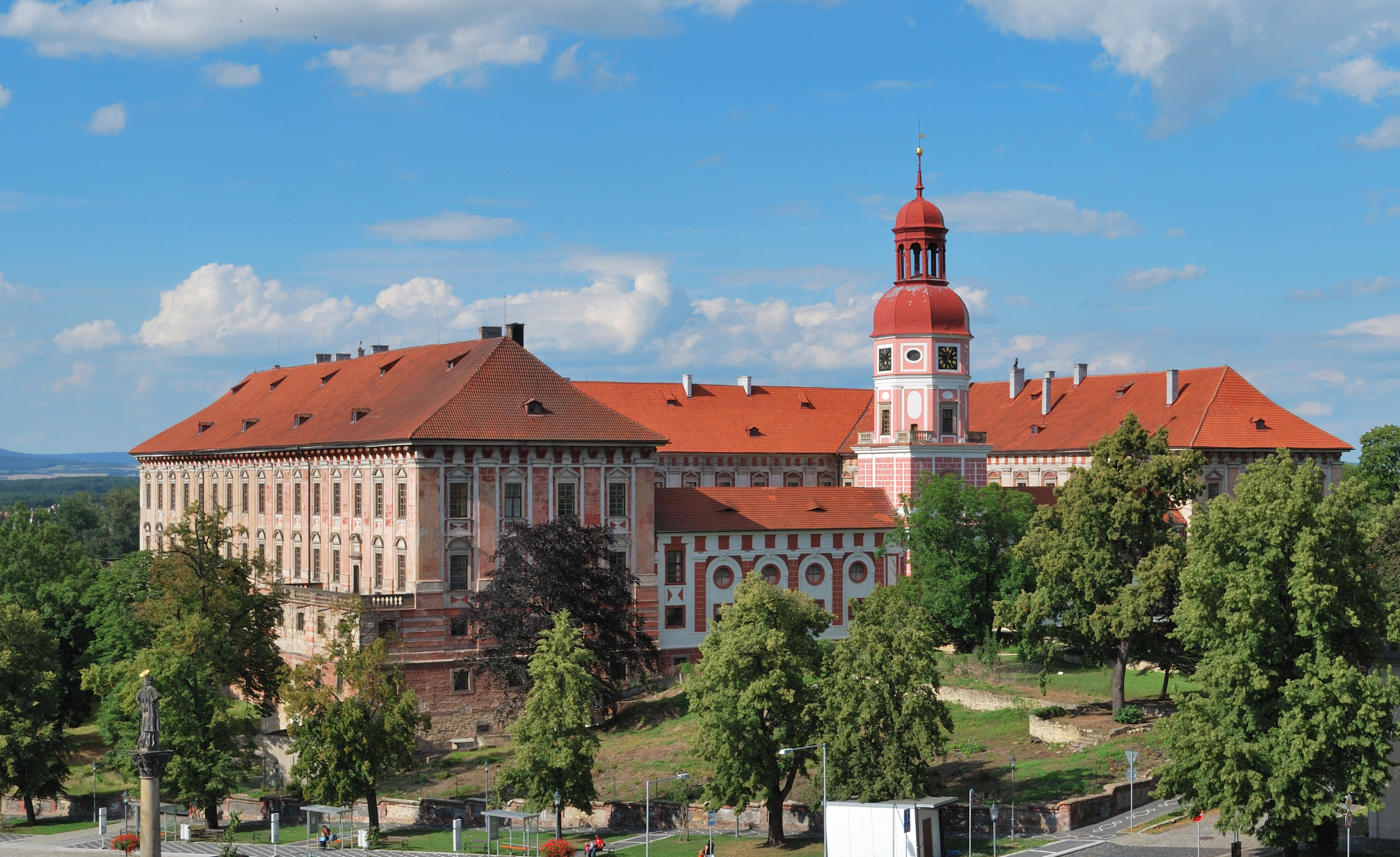
Schloss Roudnice, Böhmen
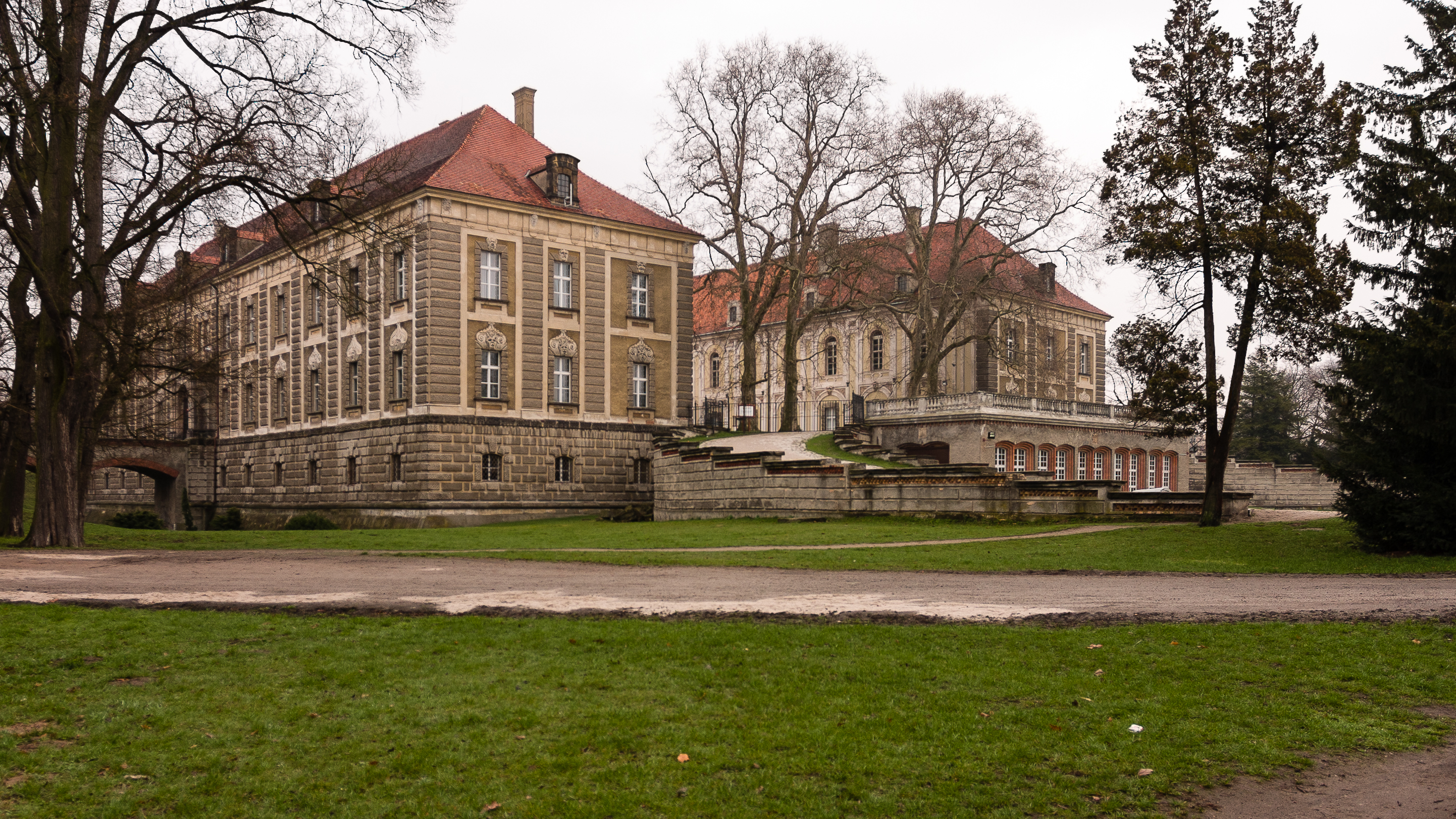
Schloss Sagan, Schlesien